# Carla Apuzzo
Carla Apuzzo (* Mai 1951 in Mailand) ist eine italienische Filmproduzentin, Drehbuchautorin und Regisseurin.

## Leben
Apuzzo arbeitet seit Ende der 1970er Jahre künstlerisch mit Regisseur Salvatore Piscicelli zusammen, dessen sämtliche Filme bis 1999 sie schrieb. Gemeinsam besitzen sie die Produktionsfirma Falco Film. Auch als Regieassistentin war sie bei mehreren seiner Filme tätig, bis sie 1998 die Ko-Regie von Tutti nel bosco (der Dokumentarfilm wurde in Venedig gezeigt) übernahm und Rose e pistole selbst inszenierte. Nach seiner Aufführung bei der Berlinale gelangte er jedoch nicht in den Verleih.

## Filmografie
- 1998: Tutti nel bosco(Ko-Regie)
- 1998: Rose e pistole